# Sasa (Israël)
Pour les articles homonymes, voir Sasa (homonymie).
Sasa (en arabe : ساسا (Sa`sa`), hébreu : סָאסָא) est un ancien village de Palestine dont les habitants ont été expulsé par Israël en 1948. Depuis cette date il s'agit d'un kibboutz installé sur une colline du nord de la Galilée d'Israël, situé à 12 km au nord-ouest de Safed, et à seulement deux kilomètres de la frontière du Liban, proche de l'endroit où, de par sa concavité, elle s'enfonce le plus dans les collines de Galilée. Ayant pris la place d’un village arabe expulsé en 1948, il en reprend le nom et appartient aujourd’hui au conseil régional de Haute Galilée. La présence humaine est attestée et permanente à Sasa depuis l'âge du bronze. Aujourd'hui, avec environ 200 travailleurs et plus de 500 résidents, le kibboutz de Sasa est l'un des plus grands et plus prospères d'Israël. Son économie est diversifiée, à la fois orientée vers l'agriculture, l'industrie et la manufacture.

## Géographie

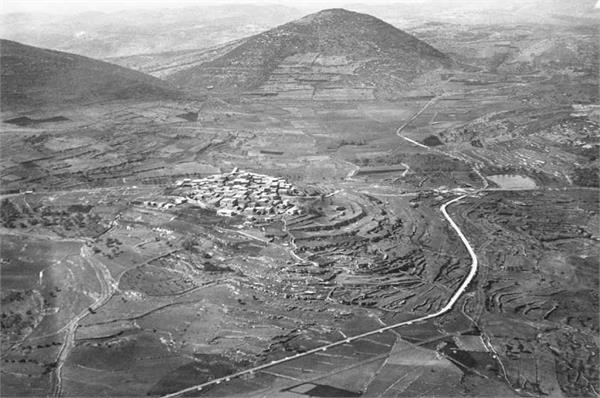
Vue aérienne du village en 1939 par le Fonds national juif.

Sasa est à proximité du Djebel Dermak ou mont Méron, le point culminant de la Palestine. Il se trouve à une altitude moyenne de 875 m, et à 12 km de Safed.
De nombreuses sources alimentaient le village en eau.
Les villages voisins de Sa'sa' sont, à l’époque de la Palestine mandataire (1918-1948), Ikrit, Safsaf, Kfar Bir'im, Jish, Ghabbatiyya, et le village druze d’Hurfeish (en). Le village lui-même est situé au sommet d’une colline pierreuse aménagée de terrasses. Les maisons, construites en pierre, sont serrées les unes contre les autres et séparées seulement de ruelles tortueuses. Quelques commerces se trouvaient sur la place du marché. Plusieurs routes importantes se croisaient au pied du village, dont la route vers Safed.
Le village possédait deux écoles, une pour les garçons et une pour les filles (créées en 1945).

## Histoire

### Antiquité

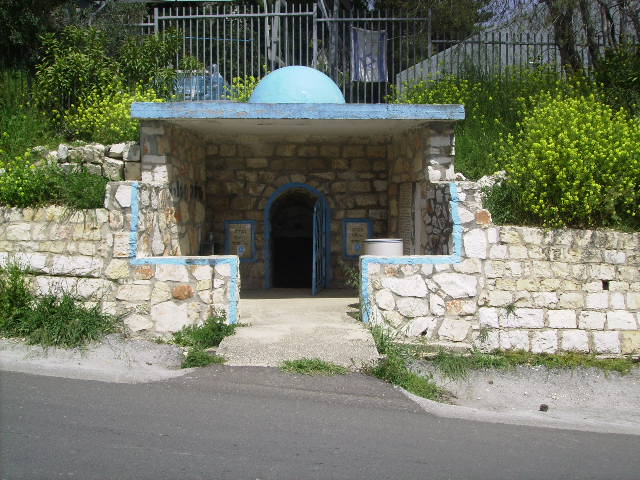
Tombe de Lévi ben Sisi.

La colline de Sasa est truffée de grottes qui ont été fouillées par les archéologues israéliens. Dans ces cavités naturelles, ont été creusées un nombre important d'alcôves où ont été aménagées les tombes de dignitaires du village de l'âge du bronze (Début du second millénaire av. J.-C.); aucun objet trouvé ne permet de dater précisément l'occupation du site. On a aussi retrouvé d'autres vestiges moins importants tels que des murs, des citernes et des pressoirs à olives.
On peut aussi visiter sur le site un mikvé creusé dans le rocher et alimenté par une source naturelle et les restes d'une synagogue datant tous deux des débuts de l'ère chrétienne (IIe siècle vraisemblablement). La taille de ces infrastructures permet de supposer qu'un bourg juif important occupait alors la colline. Sur un autre de ses flancs se trouve une caverne dans laquelle est creusée une tombe unique attribuée à Rabbi Lévi ben Sisi (en) (hébreu : לוי בר סיסי), qui assista Juda dans la Mishna durant les dernières décennies du IIe siècle et les premières du début du IIIe siècle. Sur cette caverne a été aménagé un petit dôme ; elle fait toujours l'objet d'attention de la part de religieux.
Le petit musée local propose de se replonger dans cette époque.
On ne connait pas le nom du village d'alors, cependant il est possible que le nom actuel proviennent de Rabbi Levi ben Sisi.
Il est vraisemblable que l'occupation du site ait été continue car, d'une part, les fondations d'une des maisons du village encore sur pied remontent au VIe siècle et que d'autre part, il est probable que les descendants des habitants du village juif soient restés sur place et se soient convertis à l'islam, les paysans et les pâtres restant attachés à la terre.

### Le village de Sa`sa`
On retrouve diverses traces historiques du village de Sa`sa`(arabe : سعسع, hébreu : שעשע):
Le géographe arabe Abū 'Obeid' Abd al Allāh al-Bakrī (mort en 1094) rapportait passer par Sa`sa` pour se rendre à Safed depuis Deir al-Qasi (arabe : دير القاسي), un des 400 villages détruits durant la guerre de 1948 où se trouve le moshav Elkosh.
Des céramiques datant des XIVe – XVe siècles, durant le règne des mamelouks, ont été mises au jour lors d'une fouille réalisée en 2003.
En 1516, Sa`sa` rentra, avec le reste de la Palestine, sous le contrôle de l'Empire ottoman et devint, peu après, un poste de douane où était collectées les taxes sur diverses marchandises et voyageurs ; les premiers enregistrements de ces taxes datent de 1525/6.
En 1596, Sa`sa` était répertorié comme village dans le nahiya ("sous-district") de Jira, faisant partie du liwa' ("district") de Safed, avec une population de 457 personnes. Il payait des impôts sur le blé, l'orge, les olives, des vignobles, des fruits, des chèvres et des ruches. Conformément à cette mention dans le cadastre des taxes (daftar), il y n'avait aucun habitant non musulman dans le village.
Au XVIIIe siècle, Sa`sa` est cité comme l'un des villages fortifiés de Galilée contrôlé par Ali, le fils de Zahir al-Omar. Après la défaite de ce dernier en 1775, Ali continua à résister aux autorités ottomanes et vainquit à Sa`sa` une armée envoyée contre lui. Des fouilles réalisées en 1972 sur le flanc ouest de la colline ont révélé les vestiges d'une grande structure rectangulaire (15 m x 41 m) avec des murs de pierre épais de deux mètres recouverts de pierre de taille. En son angle sud-ouest, le bâtiment avait une tour semi-circulaire de sept mètres de diamètre. Sa partie principale se compose d'une salle rectangulaire divisée en deux rangées de cinq travées. Les restes d'une rangée de quatre piliers et de deux demi-piliers devaient supporter une voûte. Les murs extérieurs furent ultérieurement épaissis de deux mètres formant un rempart de quatre mètres. La tour ronde fut à la même époque transformée en tour carrée. Les archéologues estiment possible qu'il s'agisse de la forteresse d'Ali, le fils de Zahir al-Omar et qu'elle ait été occupée pendant une période relativement longue. La conception du bâtiment est tout à fait similaire aux autres forteresses de la période telles que celles de Qalat Jiddin et Dayr Hanna.
À la fin du XIXe siècle, Sa`sa` était décrit comme un village d'une population de 300 âmes, construit sur une colline légère entourée de vignobles, d'oliviers et de figuiers.

### Palestine mandataire
Durant le mandat britannique, le gouvernement de la Palestine mandataire réalise deux recensements, le premier en 1922 et le second en 1931 : la population passe de 840 à 1130 habitants, tous musulmans. En 1948, elle est estimée à 1310 habitants. 13 % des terres étaient publiques, le reste étant possédé par des Arabes ; 40 % des terres étaient cultivables.
Le village était prospère, grâce à ses terres fertiles. 150 dounams étaient plantés d’oliviers, et les deux moulins à huile du village ne suffisaient pas à écraser toutes les olives, dont une parties étaient pressées dans les villages voisins. Sa'Sa' produisait aussi du tabac, du blé, des figues, du raisin, des pommes, des poires, et d’autres fruits.
Comme le village est frontalier du Liban, l’armée britannique y installe pendant la grande révolte arabe des miradors et des clôtures de fil de fer barbelé, pour contrôler les mouvements et le ravitaillement de la guérilla palestinienne. L’armée britannique y mena également une opération de représailles, en dynamitant douze maisons.

### L’expulsion des Arabes

Forces de défense d'Israël dans Sasa dévasté en 1948.

Le village a été dépeuplé de ses habitants arabes par les forces armées d'Israël pendant la première guerre israélo-arabe, en 1948. Le village subit une première attaque et un premier massacre du Palmach, troupes de choc de la Haganah, puis une seconde attaque et un second massacre par la jeune armée israélienne, en octobre 1948.
La première eut lieu dans la nuit du 14 au 15 février de 1948. Selon l’histoire officielle de la Haganah, elle est décidée car Sa'Sa' aurait été la base d’opérations de commandos arabes. Elle est ordonnée par Yigal Allon, commandant du Palmach. Une unité du Palmach, commandée par Moshe Kelman,, déjà responsable des atrocités à Khisas et plus tard commandant lors des massacres d'Ayn al-Zaytoun et de Lydda-Ramle, entra dans le village durant la nuit pour installer des explosifs contre certaines maisons où des combattants arabes auraient été localisés,. Comme toutes les opérations Lamed-Heh, elle commença à minuit. Selon Ilan Pappe, les ordres étaient de détruire 20 maisons et de tuer autant de villageois que possible. Une dizaine de maisons auraient été totalement ou partiellement détruites et onze villageois dont cinq enfants ont été  tués lors de cette opération. Ces chiffres pourraient monter à seize maisons et le décompte total des tués serait de soixante morts selon Meron Benvenisti ou de 60 à 80 morts selon Ilan Pappé. L’armée britannique fournit son concours en transportant les deux blessés juifs (par des pierres projetées par les explosions) à l’hôpital de Safed. L’histoire officielle de la Haganah retient que ce fut l’un des raids les plus audacieux de la guerre. Le même bataillon a attaqué Taytaba peu après. 
La seconde attaque eut lieu le 22 octobre 1948, durant l’opération Hiram. Elle consista en un bombardement intensif et simultané des villages de Sa`sa`, de Jish (devenu ensuite Goush Halav) et Tarshiha par des avions B-17 et C-47, au cours de l'opération Hiram,. La plupart des villageois fuient en deux vagues, la veille du bombardement et le lendemain.
Le village fut investi le 30 octobre 1948 par la brigade Sheva, et une unité de Druzes. Les derniers villageois qui n'avaient pas encore fui furent expulsés. Les Israéliens prennent ensuite le village d’assaut, sans rencontrer de résistance, comme en février. Selon Israël Galili, des « meurtres de masse » ont eu lieu. Moshe Carmel rapporte comment il a vu un homme creuser une tombe en grattant le sol de ses mains pour enterrer un bébé. Une fois l'assaut donné, les militaires démolirent et déblayèrent les restes des habitations endommagées ; seules quelques maisons sont encore debout, dont en particulier le bâtiment qui fait aujourd'hui office de musée local et qui était soit la mairie, soit la mosquée du village. La population du village et sa descendance se trouvent principalement aujourd'hui en 2009 dans le camp de réfugiés palestiniens de Naher al-Barid, situé au Liban près de Tripoli, ; d’autres sont au camp d’al-Rashidyah près de Tyr, d’autres au village d'al-Ghazydiah quelques descendants ont été autorisés à s’installer à Jish.
Dans les années 1990, il ne restait du village que quelques oliviers, quelques maisons, quelques murs. Quelques unes de ces maisons sont habitées par les colons. À la fin des années 1990, il y avait environ 8000 réfugiés descendant des habitants de Sa'Sa.

### Histoire du kibboutz

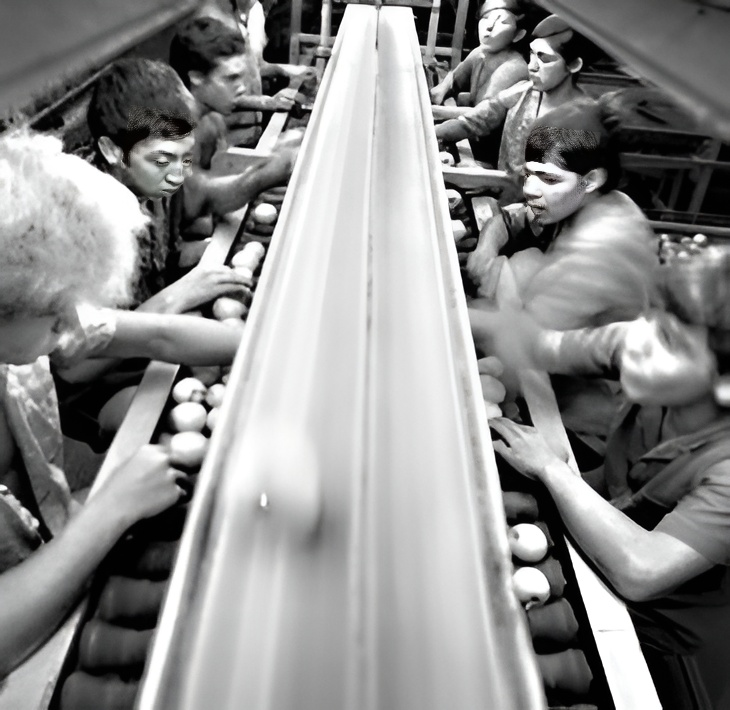
Chaîne de tri des fruits à Sasa.

Le kibboutz fut fondé en janvier 1949 sur les ruines du village palestinien par un groupe de membres du groupe de tendance socialiste Hashomer Hatza'ir originaire d'Amérique du Nord appelé le "Aliyah H gar'in". Ils conservent le même nom en en modifiant la prononciation, le rendant plus adapté à des locuteurs d’origine européenne.
Dans les années 1960, les dernières maisons du village originel de Sa'Sa' sont détruites au bulldozer.
Conformément à la volonté des fondateurs, le kibboutz se veut laïc et ouvert sur son environnement. Aucune synagogue n'a été construite. Durant le shabbat, le kibboutz reste ouvert à la circulation et les usines restent en activité ; le port de signes religieux ostensibles et le respect de la cacherout dans le restaurant collectif est plus le fait des ouvriers venant travailler sur place que des kibboutzniks.

## Population
Le kibboutz comprenait initialement 120 personnes à sa fondation en 1949. Fin 2007, sa population était de 200 membres environ, avec une population totale de 400 personnes. Entre 2009 et 2010, la construction de nouveaux logements devrait augmenter la population de 70 personnes environ.[réf. souhaitée]

## Économie
Le kibboutz était initialement agricole. Il possède toujours de nombreux vergers sur une surface assez étendue remontant jusqu'à Bar'am, un poulailler industriel de production d'œufs et un élevage de taureaux à viande en stabulation libre. La production de lait s'est arrêtée autour de 2005.
Le kibboutz s'est diversifié vers l'industrie dans deux directions :
- il a fondé en 1982 une société de chimie (Sasa-Tech) produisant des produits de nettoyage dérivés du maxol sous forme d'aérosols, liquides et poudres à usage domestique et pour l'industrie automobile. Cette unité se trouve dans la zone industrielle de Ramat Dalton à l'extérieur du site du kibboutz et emploie environ 45 personnes ;
- il a fondé en 1985 une société spécialisée initialement dans le pressage du plastique (Plasan Sasa[19] hébreu : פלסן סאסא[20]) qui s'est reconvertie il y a une quinzaine d'années dans la production de blindage de véhicules et de solutions de protection individuelle. Cette société emploie plus de  1 100 personnes directement et produit près de 20 % des exportations militaires d'Israël[réf. nécessaire].

Une hôtellerie (Vacances dans les nuages, hébreu : נופשבעננים Nofesh be'ananim) y a été proposée par le passé et a été démantelée, comme une partie des activités agricoles, au profit des activités industrielles qui demandaient plus de ressources.
Le kibboutz possède d'importantes infrastructures scolaires, du jardin d'enfants à l'équivalent du lycée nommé en mémoire d’Anne Frank, servant à la fois à la population de l'implantation juive mais aussi aux villages arabes et druzes des environs.